# 莎拉·瑪拉庫爾·連妮
莎拉·瑪拉庫爾·連妮（1983年2月1日—），蘇格蘭裔泰國女演員和模特兒，曾出演過多部泰國和美國電影，知名作品如《制裁者》（2003年）、《殭屍教戰守則》（2015年）和《唯我獨尊：復仇》（2016年）。

## 早期生活
瑪拉庫爾·連妮出生於關島，父親是蘇格蘭人阿拉斯泰爾·連妮（Alastair Lane），母親塔普地恩·瑪拉庫爾·納·阿瑜陀耶（Thapthim Malakul na Ayudhaya）是泰國人。她在亞洲長大，主要住在洛杉磯和新加坡。

## 個人生活
瑪拉庫爾·連妮已與導演賈里德·科恩訂婚。

## 外部連結
- Sara Malakul Lane在互联网电影资料库（IMDb）上的資料（英文）